# Natalia Gordienko
Natalia Gordienko (ukrajinsky Наталя Гордієнко; * 11. prosince 1987 Kišiněv) je moldavská tanečnice a zpěvačka. V roce 2006 spolu s Arseniem Todiraşem a Connect-R reprezentovala Moldavsko na Eurovision Song Contest, kde s písní „Loca“ obsadila 20. místo.
V roce 2020 vyhrála moldavský národní výběr a s písní „Prison“ a znovu se chystala reprezentovat Moldavsko na soutěži Eurovision Song Contest, která se ale v důsledku pandemie covidu-19 nekonala. V červenci 2020 moldavská veřejnoprávní televize oznámila, že Natalia dostane příležitost reprezentovat Moldavsko i v roce 2021.

## Biografie

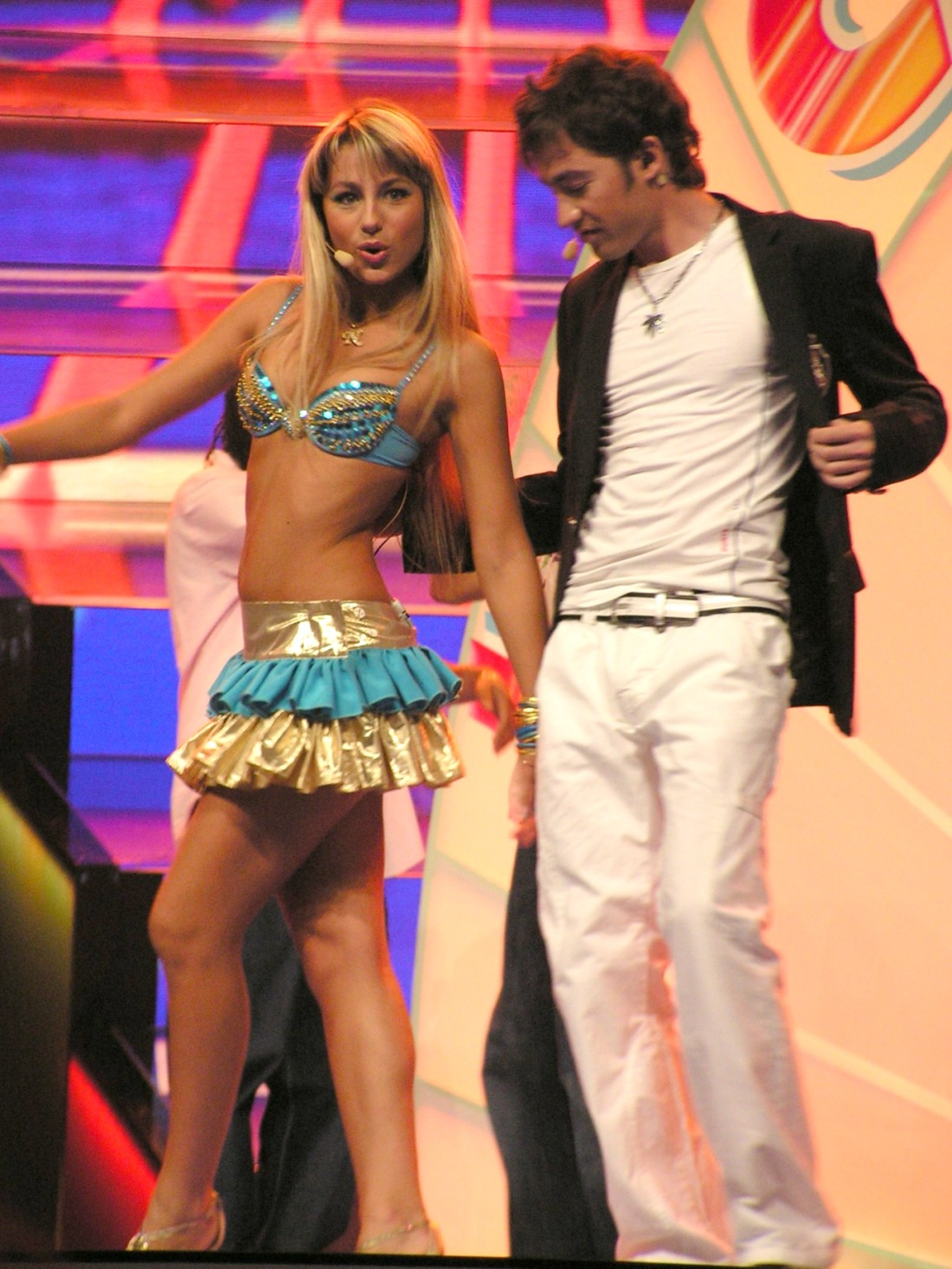
Natalia Gordienko s Arseniem na Eurovision Song Contest 2006 v Aténách.

### Mládí
Narodila se v roce 1987 v Kišiněvě do rodiny architekta. Na střední škole odmaturovala v oboru matematika, biologie a chemie. Zpívala ve školním sboru a v hudební škole promovala ze hry na klavír. Tancovala ve školním tanečním sboru po dobu deseti let. Od 15 let se účastní různých pěveckých soutěží (vyhrála 3 národní a 6 mezinárodních).

### Profesionální kariéra
Od roku 2005 byla zpěvačkou skupiny Millennium. V roce 2005 se skupina účastnila mezinárodní soutěže Golden Stag v Rumunsku.
Dne 20. května 2006 spolu s Arseniem Todirașem a Connect-R reprezentovala Moldavsko na Eurovision Song Contest 2006, kde s písní „Loca“ obsadili 20. místo (z 24 účinkujících) se ziskem 22 bodů včetně nejvyššího dvanáctibodového ohodnocení z Rumunska.

### Soutěže
Účastnila se řady soutěží a získala mnohá ocenění
- Národní – Píseň národní stanice Radio Moldova (2003) – 2. místo
- Národní – Hvězda Kišiněva (2003) – hlavní cena
- Národní – Miss Teenager (2004) – hlavní cena
- Mezinárodní Festival – Duhová hvězda v Jurmale (Lotyšsko, 2003)
- Mezinárodní – Sevastopol-Jalta na Ukrajině (2004) – 1. místo
- Mezinárodní – Delfice Hry (2004) – 1. místo
- Mezinárodní – Srdce dvou dvojčat (2004) – 1. místo
- Mezinárodní – Písně světa (2005) – 1. místo
- Mezinárodní – Naše národní ostří, Our Native Edge (2005) – hlavní cena
- Eurovision Song Contest 2006 – 20. místo
- New Wave 2007 (Jūrmala) – 1. místo

## Soukromý život
V roce 2017 porodila syna Kristiana.